# Welsh International 1956
Die Welsh International 1956 fanden vom 30. November bis zum 1. Dezember 1956 in Deganwy statt. Es war die 14. Auflage dieser internationalen Meisterschaften von Wales im Badminton.

## Finalresultate
| Disziplin    | Sieger                          | Finalist                           | Ergebnis     |
| ------------ | ------------------------------- | ---------------------------------- | ------------ |
| Herreneinzel | Oon Chong Teik                  | Alastair Russell                   | 18–13, 15–2  |
| Dameneinzel  | Maggie McIntosh                 | Isobel Montgomerie                 | 11–7, 11–1   |
| Herrendoppel | Kenneth Derrick A. R. V. Dolman | Alastair Russell Alistair McIntyre | 15–9, 15–12  |
| Damendoppel  | Marjory Russell Maggie McIntosh | S. J. Baldwin L. R. Ludlam         | 17–16, 15–2  |
| Mixed        | Kenneth Derrick B. Maxwell      | Alastair Russell Marjory Russell   | 15–11, 15–12 |